# 楊守魯
楊守魯（1514年—？），字允得，號魏村，彭城衛軍籍湖廣長沙縣人，明朝政治人物。

## 生平
嘉靖十三年（1534年）甲午科順天府鄉試第四名，嘉靖二十六年（1547年）登丁未科會試第五名，三甲二十名進士。都察院觀政，授扬州府推官，升南吏部主事、郎中，历官江西、四川右参议、云南澜沧兵备副使，隆慶元年（1567年）三月提调学校，二年八月擒斩云南叛酋凤继祖，升浙江右参政，晋江西按察使，四年六月官至陝西右布政使，十月被巡按御史刘翾弹劾閑住。

## 家族
曾祖父楊福勝，累贈資政大夫刑部尚書；祖父楊春，封戶部郎中，累贈資政大夫刑部尚書；父楊志學，資政大夫刑部尚書，贈太子太保，諡康惠。前母王氏（贈夫人）；母陳氏（贈一品夫人）。永感下。兄杨守愚、杨守谦（都察院右佥都御史）、杨守约（知府）、杨守默。弟杨守让（官生）、杨守朴、杨守介（官生）。
子汝淳、汝冲、汝清、汝濂。